# Pagan Love Song
Pagan Love Song (dt. heidnisches Liebeslied) ist ein Song, der von Nacio Herb Brown (Musik) und Arthur Freed (Text) geschrieben und 1929 veröffentlicht wurde.

## Hintergrund des Songs

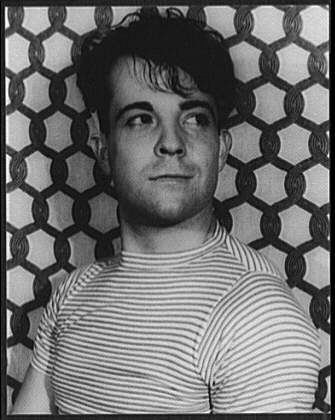
Ramón Novarro, fotografiert von Carl van Vechten im Jahr 1934

Der Song resultierte aus Freed und Browns zweiter Zusammenarbeit für Metro-Goldwyn-Mayer, als sie die Musik für den Film The Pagan (1929, Regie: W. S. Van Dyke) schrieben; Pagan Love Song war der Titelsong des Films und bezieht sich in seinem Liedtext auf die Pazifikinsel Tahiti. Ramón Novarro stellte das Lied in dem Film vor.
Der Song wird in einem moderaten Tempo vorgetragen; die ersten Zeilen des Liedtextes lauten: „Wenn die ersten Sonnenstrahlen und das träge Land träumen. All die glücklichen Jahre dort. Du gehörst zu mir und ich zu dir.“ Die Notenausgaben des Lieds verkauften sich in den Vereinigten Staaten sehr erfolgreich; der Verleger Jack Robbins konnte über 1,6 Millionen Exemplare verkaufen. Bob Hope stellte den Song 1929 bei seinem Debütauftritt im New Yorker Vaudeville-Theater Procter's Eighty-sixth Street Theater vor.

## Erste Aufnahmen und Coverversionen
Zu den ersten Musikern, die den Song ab Mai 1929 aufnahmen, gehörten in den Vereinigten Staaten Sunny Clapp and His Band O'Sunshine, Harold „Scrappy“ Lambert, Annette Hanshaw, Irving Kaufman und Lee Sims. In Deutschland spielte ihn Lud Gluskin und in England Philip Lewis ein. Die erfolgreichste Version war in den USA die des Copley Plaza Orchestra unter Leitung von Bob Haring, die 1929 #1 der Hitparaden erreichte. Populär waren auch die Versionen von Nat Shilkret and The Troubadours Orchestra (#3, Victor 21931, mit Frank Munn, Gesang) sowie der Studioformation The Columbians mit Ben Selvin (Columbia 1817), die #5 der US-Charts erreichte.
In den 1930er-Jahren folgen Coverversionen des Songs u. a. von Paul Whiteman, des Casa Loma Orchestra, Bob Crosby, Nat Gonella, The Andrews Sisters, Benny Goodman, Glenn Miller und Teddy Stauffer. Frieder Weissmann spielte eine Version mit deutschem Text (Märchen von Tahiti) ein.
Julia Lee nahm eine Rhythm-&-Blues-gefärbte Version des Pagan Love Song auf, die auf das sonst vorherrschende Hawaiimusikarrangement verzichtete. In späteren Jahren nahmen ihn auch Musiker wie Hot Lips Page, Ziggy Elman, Harry James, Toots Thielemans, Connee Boswell, Pee Wee Erwin, Gene Ammons, Dinah Washington, Mal Waldron, Wild Bill Davison, Kid Thomas Valentine und Keith Ingham auf.
Der Song fand auch Verwendung in mehreren Filmmusicals, so in Night Club Girl (Regie Edward F. Cline, 1945) und Liebeslied auf Tahiti (Regie Robert Alton, 1950) mit Esther Williams, dessen Originaltitel er auch ist. Der Diskograf Tom Lord listet insgesamt 92 (Stand 2015) Coverversionen.